# Galium cassium
Galium cassium är en måreväxtart som beskrevs av Pierre Edmond Boissier. Galium cassium ingår i släktet måror, och familjen måreväxter. Inga underarter finns listade i Catalogue of Life.